# Nathan Smith (hockey sur glace)
Pour les articles homonymes, voir Nathan Smith (homonymie) et Smith.
Nathan Smith (né le 10 février 1982 à Edmonton dans la province de l'Alberta au Canada) est un joueur professionnel de hockey sur glace.

## Carrière
Il commence sa carrière au sein de l'équipe des Broncos de Swift Current de la Ligue de hockey de l'Ouest dès 1998. En 2002, il participe au repêchage d'entrée dans la Ligue nationale de hockey et est choisi lors de la première ronde, 23echoix au total, par les Canucks de Vancouver.
Il quitte alors le monde junior pour rejoindre le monde professionnel mais fait alors ses débuts dans la Ligue américaine de hockey pour l'équipe associée à la franchise des Canucks : le Moose du Manitoba. En 2003-2004, il joue deux matchs pour les Canucks mais passe le plus clair de son temps dans la LAH. En juillet 2007, n'ayant pas réussi à s'imposer avec les Canucks, il signe en tant qu'agent libre pour les Penguins de Pittsburgh.
Mais encore, une fois, il ne fait pas partie de l'effectif de l'équipe de la LNH et rejoint les Penguins de Wilkes-Barre/Scranton. En janvier 2008, à la suite de nombreuses blessures des joueurs titulaires de Pittsburgh, il est appelé pour jouer dans la LNH. Il va jouer une douzaine de matchs avant de retourner jouer dans la LAH et conduire l'équipe dont il est le capitaine à la finale de la Coupe Calder. L'équipe va perdre en finale 4 matchs à 2.

## Statistiques
| Saison     | Équipe                   | Ligue      |    | Saison régulière | Saison régulière | Saison régulière | Saison régulière | Saison régulière |   | Séries éliminatoires | Séries éliminatoires | Séries éliminatoires | Séries éliminatoires | Séries éliminatoires |
| Saison     | Équipe                   | Ligue      | PJ | B                | A                | Pts              | Pun              | PJ               | B | A                    | Pts                  | Pun                  |                      |                      |
| 1998-1999  | Broncos de Swift Current | LHOu       | 47 | 5                | 8                | 13               | 26               | -                | - | -                    | -                    | -                    |                      |                      |
| 1999-2000  | Broncos de Swift Current | LHOu       | 70 | 21               | 28               | 49               | 72               | 12               | 1 | 6                    | 7                    | 4                    |                      |                      |
| 2000-2001  | Broncos de Swift Current | LHOu       | 67 | 28               | 62               | 90               | 78               | 19               | 4 | 3                    | 7                    | 20                   |                      |                      |
| 2001-2002  | Broncos de Swift Current | LHOu       | 47 | 22               | 38               | 60               | 52               | 12               | 3 | 6                    | 9                    | 18                   |                      |                      |
| 2002-2003  | Moose du Manitoba        | LAH        | 53 | 9                | 8                | 17               | 30               | 14               | 1 | 3                    | 4                    | 25                   |                      |                      |
| 2003-2004  | Moose du Manitoba        | LAH        | 76 | 4                | 16               | 20               | 71               | -                | - | -                    | -                    | -                    |                      |                      |
| 2003-2004  | Canucks de Vancouver     | LNH        | 2  | 0                | 0                | 0                | 0                | -                | - | -                    | -                    | -                    |                      |                      |
| 2004-2005  | Moose du Manitoba        | LAH        | 72 | 7                | 9                | 16               | 67               | 14               | 2 | 4                    | 6                    | 20                   |                      |                      |
| 2005-2006  | Moose du Manitoba        | LAH        | 20 | 5                | 4                | 9                | 57               | -                | - | -                    | -                    | -                    |                      |                      |
| 2005-2006  | Canucks de Vancouver     | LNH        | 1  | 0                | 0                | 0                | 0                | -                | - | -                    | -                    | -                    |                      |                      |
| 2006-2007  | Moose du Manitoba        | LAH        | 72 | 19               | 21               | 40               | 76               | 6                | 0 | 1                    | 1                    | 12                   |                      |                      |
| 2006-2007  | Canucks de Vancouver     | LNH        | 1  | 0                | 0                | 0                | 0                | 4                | 0 | 0                    | 0                    | 0                    |                      |                      |
| 2007-2008  | Penguins de WBS          | LAH        | 68 | 22               | 28               | 50               | 61               | 22               | 7 | 11                   | 18                   | 40                   |                      |                      |
| 2007-2008  | Penguins de Pittsburgh   | LNH        | 13 | 0                | 0                | 0                | 2                | -                | - | -                    | -                    | -                    |                      |                      |
| 2008-2009  | Monsters du lac Érié     | LAH        | 44 | 6                | 10               | 16               | 42               | -                | - | -                    | -                    | -                    |                      |                      |
| 2009-2010  | Wild du Minnesota        | LNH        | 9  | 0                | 0                | 0                | 12               | -                | - | -                    | -                    | -                    |                      |                      |
| 2009-2010  | Aeros de Houston         | LAH        | 67 | 14               | 23               | 37               | 83               | -                | - | -                    | -                    | -                    |                      |                      |
| 2010-2011  | Augsburger Panther       | DEL        | 52 | 4                | 12               | 16               | 42               | -                | - | -                    | -                    | -                    |                      |                      |
| 2011-2012  | Crunch de Syracuse       | LAH        | 18 | 1                | 5                | 6                | 4                | -                | - | -                    | -                    | -                    |                      |                      |
| Totaux LNH | Totaux LNH               | Totaux LNH | 26 | 0                | 0                | 0                | 14               | 4                | 0 | 0                    | 0                    | 0                    |                      |                      |

## Référence
1. ↑  « Nathan Smith (hockey sur glace) - Statistiques », sur www.nhl.com
2. ↑  (en) Signature avec les Penguins, article sur http://penguins.nhl.com/.
3. ↑  (en) Pittsburgh appelle Smith, article sur http://penguins.nhl.com/.
4. ↑  (en) « Nathan Smith (hockey sur glace) hockey statistics & profile », sur The Internet Hockey Database